# Provinz Benguela
Benguela ist eine Provinz des afrikanischen Staates Angola.

## Geschichte
Die portugiesische Krone schuf 1615 das Königreich Benguela, um die Voraussetzungen zu schaffen, die angestrebte Landverbindung nach Mosambik zu entwickeln. Benguela war neben dem Königreich Kongo und dem Königreich Ngola eines der drei, mit Portugal vertraglich verbundenen Königreiche in Angola. Der hier gegründete Handelsstützpunkt erfüllte nicht die Erwartungen der Portugiesen an Bodenschätze und Bodenqualität, so dass hier lediglich eine Ortschaft für Sklavenhandel entstand, unter dem Namen Mbaka. Bis in das 19. Jahrhundert hinein war Mbaka Endpunkt für Sklavenkarawanen aus dem Inneren Afrikas.
Mit dem Zeitalter der imperialistischen Bemühungen europäischer Staaten, in Afrika Kolonien zu erwerben, erhöhte Portugal zum Ende des 19. Jahrhunderts seine Präsenz in der Region, um sie vor Begehrlichkeiten des Deutschen Kaiserreichs und anderer Staaten zu schützen. Noch vor der Berliner Kongokonferenz, auf der die europäischen Mächte 1884/85 die afrikanischen Kolonialgebiete unter sich aufteilten, hatte Portugal 1869 seine Kolonialverwaltung verstärkt und Angola in die drei Distrikte Luanda, Benguela und Moçâmedes aufgeteilt. Es folgte die Erhebung der Ortschaften Bocoio, Balombo und Ganda zu Kleinstädten (Vilas), als Sitze nunmehr eigenständiger Kreise, und 1913 wurde Lobito zur Stadt (Cidade) erhoben. Im Verlauf seiner Entwicklung zum Ende des 19. Jahrhunderts, und weiter verstärkt um 1940, nahm die Bevölkerung der Region durch Zuzug anderer Völker zu und verändert sich. Zu nennen sind darunter die Angola-Deutschen.
Die ab 1899 errichtete Benguelabahn, die wachsende Bedeutung des Hafens von Lobito, und die entstehenden Industriebetriebe, insbesondere zur Verarbeitung der Sisalfaser, sorgten für eine anhaltende Entwicklung im Distrikt Benguela, die erst mit Einbruch des Marktes für Sisal in den 1960er Jahren wieder abebbte. Seither sorgte die Fischerei nach der Hinwendung zu den reichen Fischbeständen vor der Küste für die wichtigsten wirtschaftlichen Impulse.
Ab Ende der 1960er Jahre wandelte sich die Bevölkerungsstruktur erneut, in Folge des regionalen wirtschaftlichen Umbruchs, insbesondere aber durch den massiven Wegzug europäischer Siedler nach der Unabhängigkeit Angolas 1975, und dem Zuzug zahlreicher Binnenflüchtlinge im Verlauf des Angolanischen Bürgerkriegs (1975–2002).

## Verwaltung
Die Provinz Benguela hat eine Fläche von 39.827 km² und etwa 2,2 Mio. Einwohner (Volkszählung 2014), die zu etwa 68,6 % in den Küstenkreisen Lobito, Benguela und Baía Farta leben. Hauptstadt ist die Stadt Benguela, nach Lobito die zweitgrößte Stadt der Provinz.
Die Provinz teilte sich lange in zehn Kreise (Municipios) auf, die sich weiter in 39 Gemeinden (Comunas) strukturierten. Seit der Gebietsreform 2024 sind es 23 Kreise mit zusammen 12 Gemeinden.
Die Kreise der Provinz Benguela:
- Babaera (seit 2024)
- Baía Farta
- Balombo
- Benguela
- Biópio (seit 2024)
- Bocoio
- Bolonguera (seit 2024)
- Caimbambo
- Canhamela (seit 2024)
- Capupa (seit 2024)
- Catengue (seit 2024)
- Catumbela
- Chicuma (seit 2024)
- Chila (seit 2024)
- Chindumbo  (seit 2024)
- Chongorói
- Cubal
- Dombe Grande (seit 2024)
- Egito Praia (seit 2024)
- Ganda
- Iambala (seit 2024)
- Lobito
- Navegantes (seit 2024)